# 세력균형
세력균형(勢力均衡, 영어: balance of power)은 국제관계를 안정시키는 한 방식으로서 19세기의 유럽정치에서 발달하였다. 하나의 강대한 국가 또는 국가연합의 출현에 대항하여 다른 여러 국가가 연합하여 세력의 균형을 만들어내서 국제관계를 안정시키려고 하는 것이었다. 이렇게 해서 이루어진 안정상태를 균형이 잡혔다고 하며, 그것을 목적으로 하는 외교정책을 세력 균형정책이라고 한다. 실제로는 이 정책은 강대국이 민족의 독립운동 등을 억압하여 현상유지를 도모하는 구실로 이용했다.

## 역사
19세기 당시, 세계 패권을 갖고 있던 유럽 사회의 혼란한 전란기에서 나온 이론이나, 국가가 발생한 이래, 인류 역사상 계속 사회를 지배한 현상이다.

대영제국의 지도, 19세기부터 20세기 전반기까지 영국은 초강대국였으며, 제2차 세계 대전 당시, 미국에게 무기 원조를 받는 대가로, 레이더를 포함한 군사기술과, 태평양을 포함한 세계에 퍼진 많은 식민지와 영토를 미국에게 넘겨주어야 했다. 이 이후로 영국의 패권이 추락했다고 역사학자들이 모두 평가한다.

### 영국
16 세기에 영국이 스페인과 프랑스 사이의 균형을 유지하는 외교 정책을 추구하게 되었고, 이는 권력 균형 정책으로 발전했다.

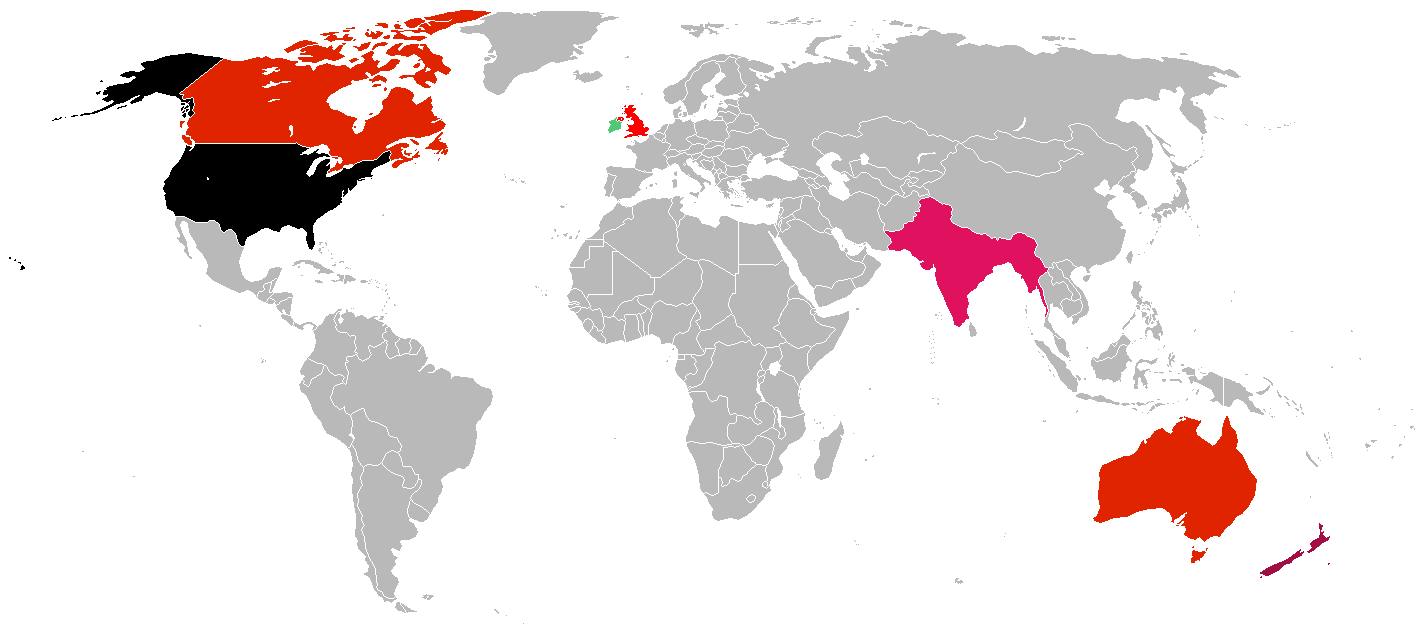
War plan red의 지도, 미국이 적색으로 칠한 영국은 미국의 공격 대상였다.

영국의 대륙 정책은 1525년 이후 수정되었다. 그것은 어떤 권력도 대륙에서 헤게모니를 가지거나 해협 해안을 통제하는 것을 막아야하는 균형에 유리한 평화적이고 중재 적이어야 했다. 영국의 해군 안보와 유럽의 세력 균형은 헨리 8 세 의 통치 때 나타난 두 가지 위대한 정치 원칙이며, 흔들림없이 추구하며 영국의 위대함을 창조하는 것이었다. 
19세기 워털루 전투 패배 후, 유럽에 막대한 영향력을 행세하던 나폴레옹이 실권했고, 영국이 패권의 빈 자리를 다시 흡수해, 점차적으로 초강대국으로 떠오르게 된다. 1840년대엔 아편 전쟁으로 동아시아에도 식민지를 만들어, 막대한 부를 일궈낸다. 20세기 전반기까지도 대영제국은 막강한 패권을 갖고 있었다.

#### 미국의 세력균형
먼로주의로 기본적으로는 "타 대륙에 간섭 안한다"가 국가 방침인 미국였지만, 미국의 영향력을 과소평가하고 무시하는 유럽 세계의 외교 활동, 태도에 미국의 시어도어 루스벨트 대통령은 대백색함대를 만들어 3개년에 걸쳐 세계일주를 했다. 미국의 가장 크고 비싼 군함들을 황금색과 하얀색으로 칠해서 궁전같은 비주얼로 만들어 신의 함대처럼 만들었다. 그리고 미국의 국력을 보여주기 위해 세계 주요국을 돌며 무력시위를 했다. 그리고 대공황 이듬해인 1930년엔 미국은 초강대국인 영국과의 전쟁을 계획했다. 그것은 전쟁계획 레드였다. 폭탄과 화학무기를 사용한 폭격으로 북대서양의 영국 식민지를 공격하여 점령하는게 중요한 기습 사항였고, 실제로 미국은 0.5억불을 들여 캐나다 국경지대에 비행장도 건설했다. 일본을 그 작전에서 필수적인 동맹으로 생각했으며, 계획 당시, 미국은 이미 세계 1위 경제력였지만, 대공황으로 국민들이 궁핍했고, 여전히 영국은 전세계에 거점을 두고 대공황을 이겨낼 수 있는 상품을 내다팔 시장과 식민지가 있었다는 점에서 당시의 세력 균형 현상을 시사하는 바이다.

### 중동
제2차 중동 전쟁에 영국, 프랑스등 서구권 국가들이 개입했을 때, 소련이 영국, 프랑스를 핵공격하겠다고 강하게 나왔다. 핵무기는 외교 대화수단으로서 소련 다음가는 강대국인 영국, 프랑스를 압박하기에 충분한 수단였다. 이로 인해 프랑스는 자체적인 핵무장을 했다.

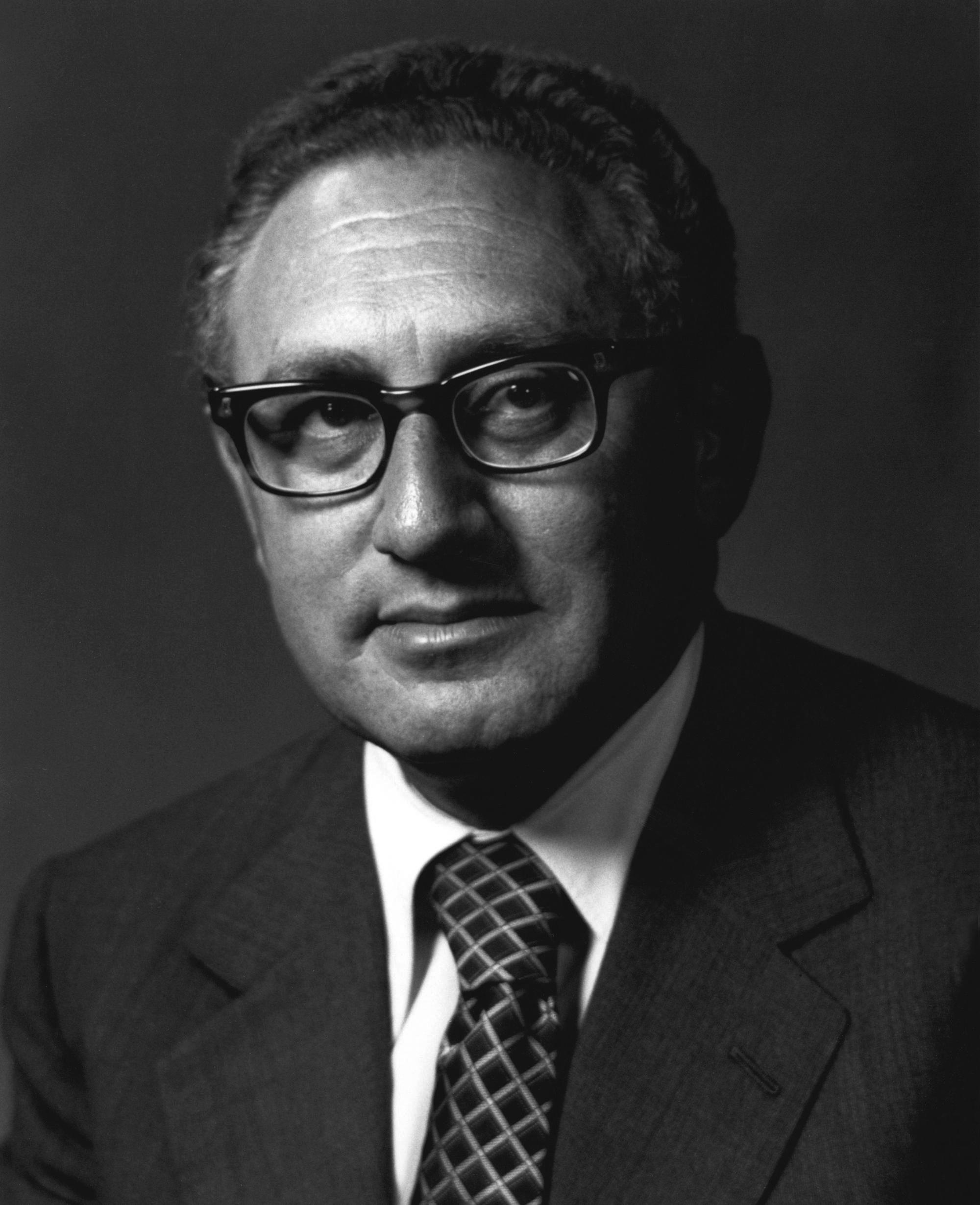
헨리 키신저, 그는 냉전기 미국의 정책에 많은 영향력을 준 냉전의 대표적인 책사였다. 미국의 국무장관였던 키신저는 소련과의 외교, 중동과의 외교등 대외 무대에서 미국이 갈 길을 모색했다.

#### 헨리 키신저
1973년 오일 쇼크 당시, 중동 산유국들은 석유 수출국 기구를 만들고 기름 값을 올려서, 화석 에너지에 많은 의존을 하고 있는 미국을 포함한 서구권 국가들의 경제가 타격을 입고 혼란에 빠졌다. 그 때문에 자본주의 황금기는 끝났고, 이후로 미국 경제가 본격적으로 어려워지기 시작한다. 이 당시 일본은 미국이 이런 흔들리고 약한 모습을 보이자, 중동 국가들과 외교를 고려하기까지 했다. 아랍 사회는 이스라엘의 든든한 우방인 미국을 고립시키기 위해, 석유 파동을 일으키고 중동전쟁을 유리하게 끌고 가는데에 있었다. 이 때문에 미국은 경제적으로 심각한 타격을 입었으며, 일본도 예외는 아니었다. 일본 사회에서는 "고도경제성장을 구가해서 스스로 세계에서 제일 부자라는 오만을 반성하고, 크리스마스에도 캬바레나 술집에 출입을 자제하자"는 목소리도 나왔다. 이 때 일본 정부와 자민당은 친아랍 외교 정책을 만지기 시작했다.
유대인이기도 한, 미국사상 가장 유명한 책사인 키신저 국무장관이 다나카 가쿠에이 일본 총리에게 "일본이 아랍 측의 압력에 굴복하고 아랍 측에 기울어진 성명을 낸다면, 아랍 사회는 더 큰 요구를 해올 것이니 좌우를 너무 방황하지 말기를" 당부했다. 그러나 키신저의 당부는 일본의 정체성에 대한 이해도가 부족한 행보였다. 일본은 독립된 섬나라다. 대륙 간의 분쟁을 강건너 불구경하듯이 냉정하게 외교할 수 있으며, 자원이 안나고 제조능력이 뛰어나 가공무역을 해서 세계 2위 경제대국이 됐다. 일본에게 해외 자원은 국가 운명하고 직결됐기 때문에 일본에게 부동의 정책을 주문하는 건 이해도가 부족한 행보였다.

### 일본

#### 2000년대 F-22 도입 시도 사건
일본은 2007년에 아베-조지 부시 회담에서 일본의 F-22 구매 의사를 밝혔다. 90년대 제공권을 지키는 F-15 전투기 213대를 도입했던 일본의 F-15를 상대할 전투기가 중화인민공화국의 Su-27 수십여기에 불과했으나, 중국이 2000년대부터 J-11, J-10 등의 4세대 전투기를 수백여기 양산하자, 일본은 압도적인 우위를 상실한다. 물론, 다운그레이드라 하더라도 무시할 수 없는 일본의 F-15J, 최초의 AESA레이더 J/APG-1을 탑재한 미쓰비시 F-2에 비해 중국의 4세대 기체들은 열등한 전자전 능력과 공중전 전투력을 가졌지만, 대략 2배~2.5배의 숫적 우위로 일본 항공자위대와 공군력 격차가 좁혀졌고, 우방인 조선민주주의인민공화국의 조선인민군 공군의 40대의 4세대 전투기까지 합치면 더 좁혀졌다. 따라서, 일본은 상실한 공군력 우위를 복구하기 위해 미국으로부터 록히드 마틴 F-22A 랩터의 판매를 요구하는 외교 행위를 했다. F-22는 4세대 전투기를 상대로 144:0으로 승리를 한 그 당시 압도적인 성능을 가진 전략 무기였다. 따라서, 북한도 일본의 F-22 도입을 침략 무기 도입이자, 자위 수단을 넘어선 도발이라고 비난했었다.

### 동아시아

#### 대만

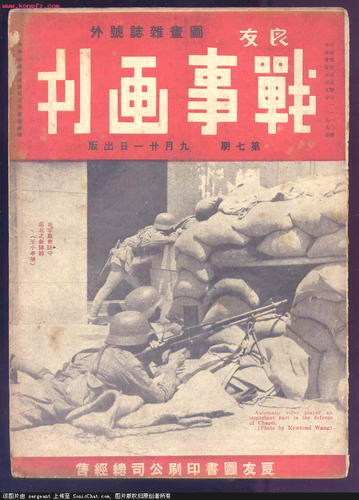
잡지에 실린 중국 국민당 군대의 군복, 독일에서 수입한 독일 헬멧을 쓰고 있다.

##### 중일전쟁·국공내전기 국민당
일본이 중국에 진출한 시기, 미국, 독일은 대만에 무기 수출을 했다. 그래서 당시 국민당 군대는 독일제 헬멧과 미국제 전차와 전투기를 운용하며 일본군에 대항할 수 있었다. 그러나 국민당이 일본과의 전쟁에서 기대만큼의 성과를 보여주지 못했다고 판단한 미국은 국민당에 대한 지원을 하지 않게 된다. 이는 국공내전에서도 마찬가지여서, 미국의 무기 지원을 받지 못한 국민당은 공산당에게 패배하여 중화 대륙을 뺏기었다. 물론, 미국 정치 내에서도 중국 국민당을 지원해야 한다는 주장도 많았다.

##### 냉전기 대만
제2차 대만 해협 위기 당시, 대만 공군은 F-86 세이버기로 맞서 싸웠다. 예상대로 전투 결과에 대해선 양측의 데이터가 일치하지 않는다. 1961년엔 F-86 세이버기 보유량은 일본 480대, 대만 320대, 한국은 122대를 갖고 있었다. 한국전쟁에서 데이터를 확보한 미국에 의하면, 미그15기 6대~4대가 세이버기 1대와 맞먹는 전력이라고 보면 된다고 밝혔다. 당시 중국은 미그기 계열 전투기를 다 합쳐 3,000대 이상 보유하고 있었는데, 세이버 전력으로 치환하면 500대의 세이버기를 갖고 있었다. 방공 영토를 감안 시, 평화국가였던 일본의 항공자위대보다 전력이 떨어진다.

##### 미중갈등기 대만
2020년 중국 국영방송 CCTV에서도 계속 타이페이 언론인과 베이징 언론인 간의 공식 방송상의 소통의 기회를 만들고, 양측 간의 대화를 계속하고 있었다. 그러나 그러는 와중에도 중국은 수십기의 군용기를 대만에 보내는등 중국-대만 군사적 대치 상황이 고조되자, 미국이 대만에 1조원 어치 이상의 유의미한 전투력의 최신 무기를 판매했으며, 불균형한 대만과 중화인민공화국간의 군사력 차이를 미국의 영향력으로 줄였다.

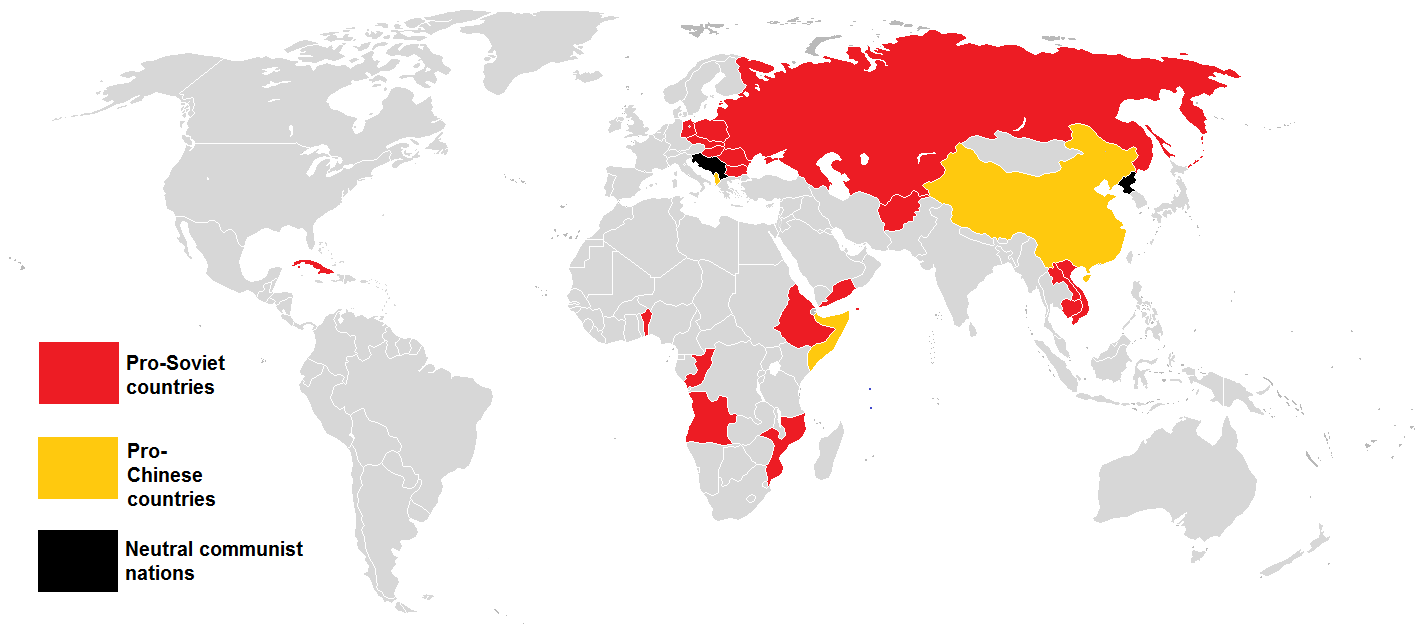
중소분쟁 당시 제2세계의 정세다. 중국 편과 소련 편으로 나뉘었으며, 사상적으로 볼 때, 친스탈린주의냐 친흐루시초프주의냐로 갈린다.

#### 중국

##### 중·소분쟁기
소련 서기장 스탈린 사후, 흐루쇼프가 집권하자, 흐루쇼프는 스탈린에 대한 신랄한 비판을 가하고, 스탈린의 정치가 모순되고 그릇된 점을 들며 수정 마르크스주의 노선으로 가기로 한다. 그러자, 스탈린을 존중하며 스탈린주의를 잘 따르던 중국은 소련을 변절자 보듯이 비난을 가했고, 이 때부터 소련과 중국 간의 사이가 틀어진다. 그 뒤엔 국경분쟁 사건까지 붉어진다. 그러자, 2세계인 공산주의 국가들이 중국과 소련 양국에 붙어, 세력균형을 얼추 맞추었다. 동유럽의 바르샤바 조약 기구 국가들은 대부분 소련에게 붙었지만, 알바니아는 중국 편을 들었으며, 아시아에 있는 베트남은 중국 편이 아닌 소련 편을 들었다.

#### 대한민국
세계 군사력 1위인 미국은 동아시아의 한국에 군대를 주둔시키면서 2위, 3위인 러시아와 중국을 견제하고 있다. 한반도를 중심으로 러시아, 중국과 미국, 일본이라는 강대국들이 세력 균형을 얼추 맞추는 세력 균형을 이루고 있다.

## 같이 보기
- 세력 균형 체제